# Eriobotrya fragrans
Eriobotrya fragrans là loài thực vật có hoa trong họ Hoa hồng. Loài này được Champ. ex Benth. mô tả khoa học đầu tiên năm 1852.